# أولاد الوافي (أولاد عمران)
أولاد الوافي هي إحدى مشيخات المملكة المغربية، تتبع جغرافيا لإقليم سيدي بنور وإداريًا لأولاد عمران. يقدر عدد سكانها بـ 4003 نسمة حسب الإحصاء الرسمي للسكان والسكنى لسنة 2004.